# Stanz- und Umformmechaniker
Der Stanz- und Umformmechaniker ist ein staatlich anerkannter Ausbildungsberuf nach dem deutschen Berufsbildungsgesetz, welcher seit dem Jahr 2013 besteht.

## Entstehungsgeschichte
In einer von Gesamtmetall initiierten Untersuchung zum künftigen Qualifikationsbedarf im Metallbereich aus dem Jahr 2008 wurden zwei Szenarien entwickelt, um einen aus der Wirtschaft formulierten Bedarf in der Stanz- und Umformtechnik zu decken. Eine Lösung sah vor, den bestehenden zweijährigen Ausbildungsberuf Maschinen- und Anlagenführer um eine kodifizierte Zusatzqualifikation zu erweitern. Eine andere Lösung sah die Schaffung eines neuen, dreijährigen Ausbildungsberufes vor. Eine Expertise des Bundesinstituts für Berufsbildung (BiBB) aus dem Jahr 2009 zeigte einen Konsens für einen neuen Ausbildungsberuf, der als Monoberuf strukturiert werden sollte.

## Ausbildungsdauer und Struktur
Die Ausbildungszeit zum Stanz- und Umformmechaniker beträgt drei Jahre. Die Ausbildung erfolgt an den Lernorten Betrieb und Berufsschule.

## Arbeitsgebiete
Als berufsprofilgebende Qualifikationen sind die folgenden Arbeitsgebiete geplant:
- Zuordnen und Handhaben von Werk-, Betriebs- und Hilfsstoffen
- Produktion vorbereiten
- Stanz- und Umformmaschine einrichten
- Musterteile erstellen und Produktion anfahren
- Steuern und Überwachen der Fertigungsanlage zur Herstellung von Stanz- und Umformprodukten
- Durchführen von qualitätssichernden Maßnahmen
- Anschlagen, Sichern und Transportieren

Als integrative Qualifikationen sind neben den Standard-Berufsbildpositionen betriebliche und technische Kommunikation sowie Planen und Organisieren der Arbeit vorgesehen.